# Job Today
Job Today es una aplicación móvil de búsqueda de empleo que opera en Estados Unidos, Reino Unido y España. Sus aplicaciones móviles han facilitado la interacción entre más de 100 millones de candidatos y más de 400.000 empresas.

## Resumen
Job Today facilita la conexión entre personas que buscan empleo y oportunidades en sectores clave, que incluyen la hostelería, el comercio minorista, el trabajo temporal y los puestos para principiantes.
La plataforma ha reemplazado los currículums tradicionales con perfiles de usuario que contienen detalles importantes como educación y experiencia laboral. Job Today enfatiza la accesibilidad móvil, lo que beneficia a los jóvenes candidatos, brindando ayuda para encontrar opciones de empleo temporales y permanentes sin el inconveniente de formularios de solicitud extensos o correspondencia por correo electrónico. La empresa captó a 20.000 empleadores en los primeros ocho meses de su lanzamiento y recibió dos millones de solicitudes de empleo, lo que permitió a 10.000 personas encontrar trabajo. 
Según Job Today, presentar el currículo en el momento idóneo aumenta las posibilidades de que el candidato consiga un trabajo.  

## Historia
Job Today se lanzó en mayo de 2015  en Barcelona y Madrid. En enero de 2016, la empresa anunció una iniciativa para asegurar financiamiento con el objetivo de expandir sus operaciones a Londres. Accel Partners, Mangrove Capital Partners, y Felix Capital invirtieron en Job Today después de la expansión de la empresa a Londres. 
En octubre de 2016, destacados medios de comunicación, incluyendo Channel4, RTL Germany, Atresmedia y German Media Pool VC, realizaron inversiones estratégicas en la empresa.   Job Today está experimentando un rápido crecimiento y se está convirtiendo cada vez más en el método principal de los empleadores para llenar sus vacantes en sectores como la restauración, los hoteles, la atención en barra, el comercio minorista y las pequeñas empresas. Desde 2015, Job Today ha gestionado más de 100 millones de solicitudes de empleo para puestos temporales en los sectores de hostelería y comercio minorista.

### Campaña de Publicidad en Exteriores
Job Today inició una campaña en el metro de Nueva York como parte de su publicidad en exteriores (OOH). La campaña fue nominada como finalista para el prestigioso Premio 2023 OOH Local Case Study por la Asociación de Publicidad en Exteriores de América (OAAA) y Geopath, destacando su efectividad e influencia en la escena publicitaria local.

## Premios
En diciembre de 2016, Job Today fue nombrada ganadora en la categoría social en los premios “Startup Europe Awards” en la categoría de Luxemburgo.[cita requerida]
En 2020, Job Today fue reconocida por el Foro Económico Mundial como uno de los 100 Pioneros Tecnológicos Más Prometedores de 2020.